# 11 maart
11 maart is de 70ste dag van het jaar (71ste dag in een schrikkeljaar) in de gregoriaanse kalender. Hierna volgen nog 295 dagen tot het einde van het jaar.

## Gebeurtenissen
- Algemeen
  - 1753 - Egbert Douwes opent in Joure een kruidenierswinkel, het begin van het huidige Douwe Egberts.
  - 1993 - Zambia verbreekt de betrekkingen met zowel Irak als Iran met onmiddellijke ingang wegens de vermeende betrokkenheid van beide landen bij een recente poging van de oppositie tot een staatsgreep.
  - 2002 - John R. gijzelt het personeel in de Rembrandttoren in Amsterdam. De man protesteert tegen breedbeeld-tv en denkt dat de zwarte balken in breedbeelduitzendingen verborgen codes bevatten. Hij dacht dat hij personeel van Philips gijzelde, maar hij vergist zich in de toren. Later die dag pleegt hij zelfmoord.
  - 2004 - Aanslagen in Spanje: 191 doden en 1400 gewonden.
  - 2007 - In de Utrechtse wijk Ondiep wordt een man doodgeschoten door een motoragent. Vervolgens waren er rellen in de wijk, waarbij de wijk meermalen werd afgesloten.
  - 2009 - In het Duitse Winnenden en Wendlingen schiet een 17-jarige jongen vijftien mensen dood, alvorens hij zelfmoord pleegt.
  - 2011 - Zeebeving in de Stille Oceaan, 130 km ten oosten van Sendai (Japan), tot dan de 5e krachtigste in de geschiedenis. De beving veroorzaakt ook een tsunami die leidt tot de Kernramp van Fukushima.
  - 2020 - Filmproducent Harvey Weinstein wordt, in eerste aanleg van zijn proces, veroordeeld tot een gevangenisstraf van 23 jaar voor verkrachting.
  - 2020 - De Wereldgezondheidsorganisatie (WHO) heeft de uitbraak van COVID-19 uitgeroepen tot een pandemie.
  - 2023 - Op Java komt de vulkaan Merapi tot uitbarsting.[1]

- Kunst en cultuur
  - 1993 - De later met een Gouden Kalf bekroonde film De kleine blonde dood van regisseur Jean van de Velde gaat in première.
  - 1997 - Paul McCartney wordt geridderd.[2]
  - 2006 - Raffaëla Paton wint het derde seizoen van de talentenjacht Idols.

- Media
  - 1928 - Voor de eerste maal kan op de radio, dankzij de AVRO, worden geluisterd naar het verslag van een voetbalwedstrijd, Nederland-België. De verslaggever in het Olympisch Stadion in Amsterdam is Han Hollander.[3]
  - 2009 - Arrow Classic Rock en Arrow Jazz FM staken hun uitzendingen op de FM, dit vanwege een betalingsachterstand. De zenders worden uitgezet net na middernacht.

- Oorlog
  - 1993 - Een woedende menigte moslims verjaagt een konvooi van de Verenigde Naties in de belegerde stad Konjević Polje.

- Politiek

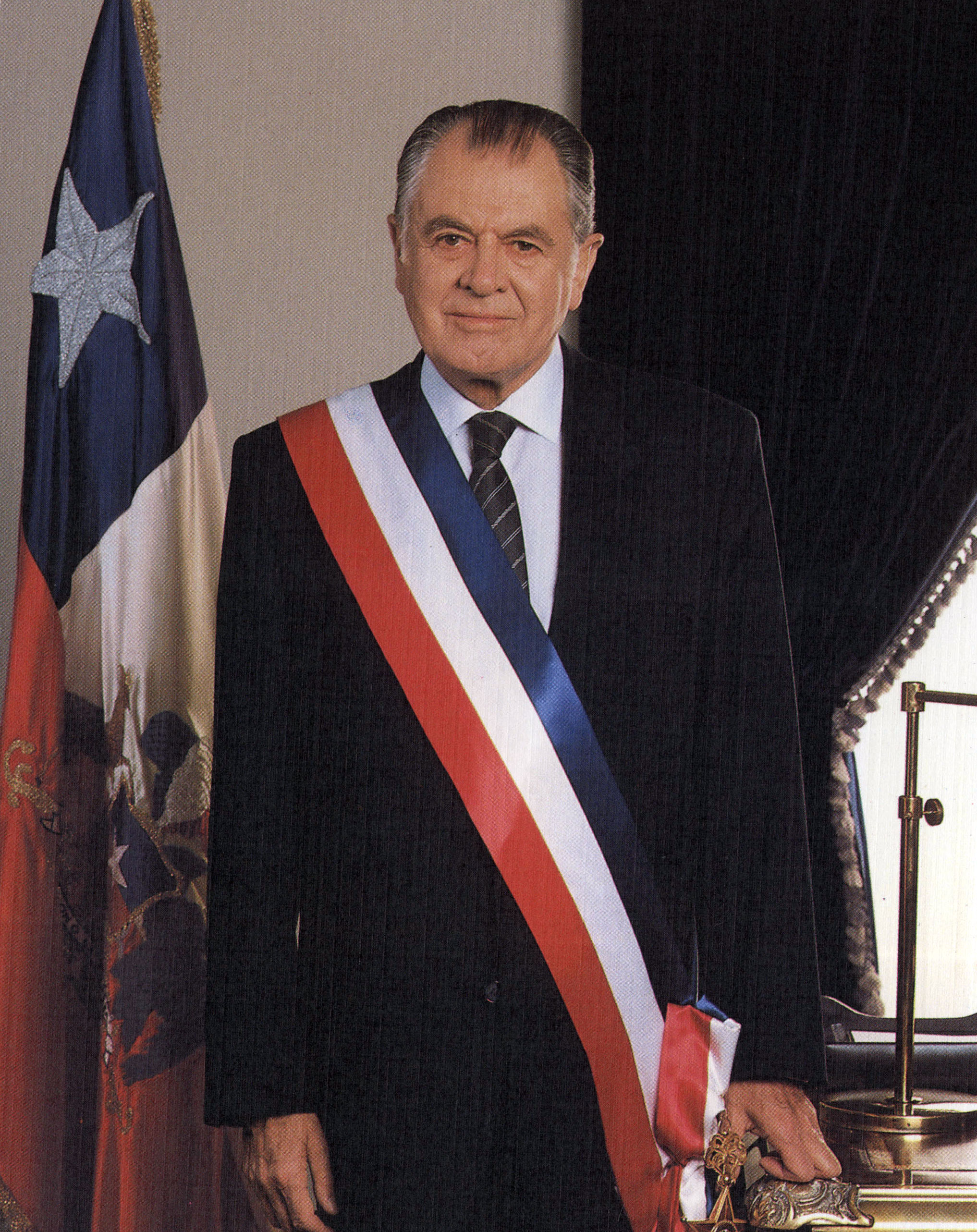
Patricio Aylwin, 1990

- - 522 v.Chr. - Bardiya roept zichzelf uit tot koning van Perzië.
  - 222 - Keizer Elagabalus en zijn moeder Julia Soaemias worden door de pretoriaanse Garde doodgestoken en onthoofd. Hun verminkte lichamen worden door de straten van Rome gesleept en in de Tiber gegooid.
  - 1861 - De grondwet van de Geconfedereerde Staten van Amerika wordt aangenomen.
  - 1903 - België - Priester Adolf Daens houdt in het Parlement een toespraak tegen de Katholieke partij.
  - 1938 - Na chantage van Hitler en om een oorlog met nazi-Duitsland te vermijden treedt Oostenrijks kanselier Kurt von Schuschnigg af.
  - 1941 - President Franklin Delano Roosevelt van de VS ondertekent de Lend-Lease Act.
  - 1945 - Bảo Đại roept de onafhankelijkheid van Vietnam uit.
  - 1981 - Een protest van Albanese studenten in Pristina ontaardt in grootscheepse protesten, waarbij een onbekend aantal doden valt. De staat van beleg wordt afgekondigd, de nachtklok ingesteld en de scholen gaan dicht.
  - 1982 - De leerplicht in België wordt op 16 jaar gebracht.
  - 1982 - De Rambocuscoup wordt begonnen in een vergeefse poging het militaire regime in Suriname af te zetten en de democratie ter herstellen.
  - 1990 - Litouwen verklaart zich onafhankelijk.
  - 1990 - Patricio Aylwin wordt president van Chili, de eerste democratisch gekozen president sinds 1973.
  - 1993 - Het Europese Parlement veroordeelt Griekenland voor de behandeling van dienstweigeraars als misdadigers. Erkende gewetensbezwaarden moeten in Griekenland tweemaal zo lang dienen als dienstplichtig militairen.
  - 1993 - Het militaire bewind in Sierra Leone maakt bekend een complot voor een staatsgreep te hebben ontdekt, doordat Oekraïne documenten voor een wapenbestelling niet aan de samenzweerders, maar per abuis aan het ministerie van defensie van het West-Afrikaanse land heeft gezonden.
  - 2003 - De eerste achttien rechters van het Internationaal Strafhof in Den Haag worden beëdigd.
  - 2017 - Na een campagneverbod voor Turkse diplomaten, ontstaan er hevige rellen tussen Turkse Nederlanders en de politie in Rotterdam. De Turkse minister voor familiezaken wordt als illegale vreemdeling Nederland uitgezet.

- Religie
  - 2024 - Paus Franciscus bekrachtigt de laïcisatie van de Belgische rooms-katholieke pedofiele geestelijke Roger Vangheluwe, waardoor hij wordt ontheven uit het ambt van priester en bisschop.[4]

- Sport
  - 1911 - Oprichting van de Franse voetbalclub US Concarneau uit de gelijknamige plaats in Bretagne.
  - 1919 - Het Paraguayaans voetbalelftal speelt de eerste interland uit de geschiedenis en verliest thuis met 5-1 van buurland Argentinië.
  - 1934 - De 'kopbal à la Bakhuys' ziet het licht. Met een snoekduik passeert Beb Bakhuijs de Belgische doelman André Vandeweijer in de door Nederland met 9-3 gewonnen wedstrijd in het Olympisch Stadion in Amsterdam.
  - 1948 - De Duitse voetbalclub Eintracht Trier ontstaat na een fusie tussen SV Westmark 05 en SV Eintracht 06.
  - 1991 - Monica Seles lost Steffi Graf na 186 weken af als de nummer één op de wereldranglijst der proftennissters; de geboren Servische moet die positie na 21 weken weer afstaan aan haar Duitse collega.
  - 1995 - Openingsceremonie van de twaalfde Pan-Amerikaanse Spelen, gehouden in Mar del Plata.
  - 2011 - Schaatsster Ireen Wüst wint op de WK schaatsen afstanden de 1500 meter.
  - 2018 - Zwemster Tes Schouten verbetert op de 100 meter schoolslag het Nederlands record: 1.07,12. Daarmee scherpt ze de oude toptijd van Moniek Nijhuis uit 2015 met zeshonderdste aan.
  - 2022 - De Nederlandse snowboarder Chris Vos haalt zilver op de Paralympische Winterspelen in Peking (China) bij de banked slalom.[5]

- Wetenschap en technologie
  - 105 - Cai Lun maakt het eerste schrijfpapier.
  - 2008 - Lancering van spaceshuttle Endeavour voor missie STS-123 naar het ISS met als lading een deel van de Kibo module van de Japanse ruimtevaartorganisatie JAXA en The Special Purpose Dextrous Manipulator of Dextre, een robot van Canadese makelij.[6]
  - 2023 - Het bemande "Endurance" Crew Dragon ruimtevaartuig met aan boord 4 ruimtevaarders ontkoppelt na een verblijf van ruim 5 maanden van het ISS.[7]
  - 2023 - Een brok ruimteschroot van enkele tonnen afkomstig van de Lange Mars 2D raket die op 29 juli 2022 is gebruikt om een drietal Chinese spionagesatellieten te lanceren valt ongecontroleerd terug in de atmosfeer boven Nepal.[8]

## Geboren

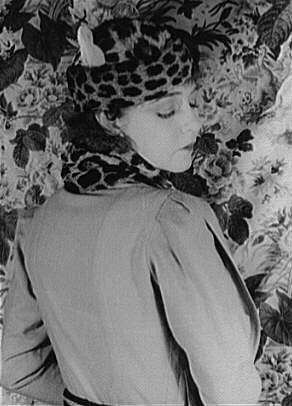
Dorothy Gish
geboren in 1898

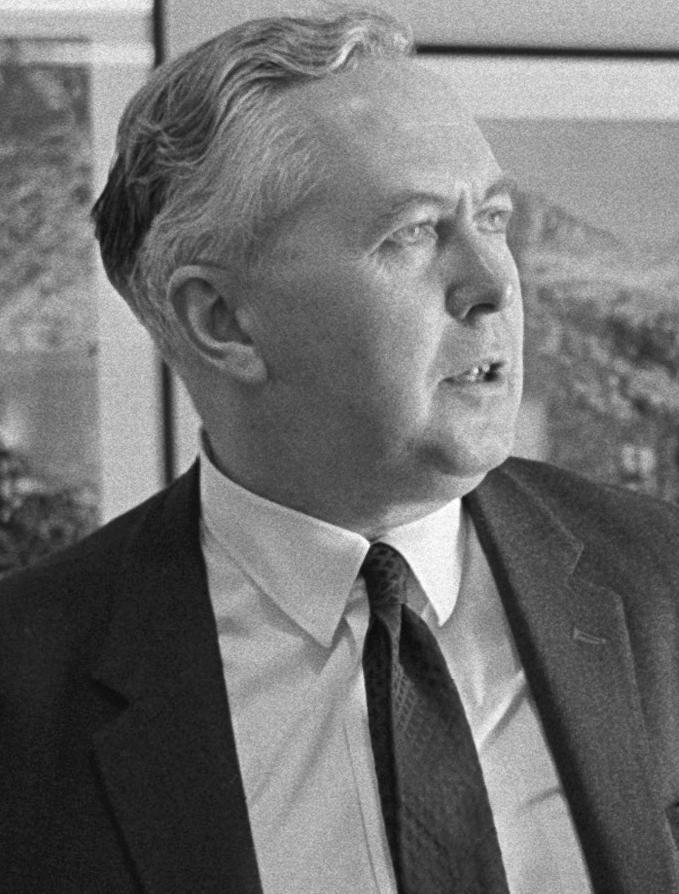
Harold Wilson
geboren in 1916

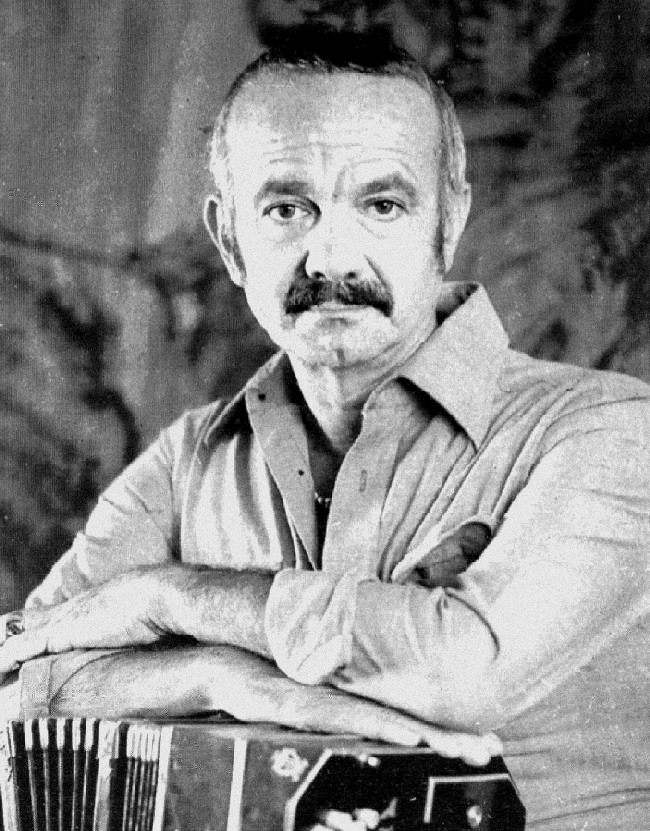
Astor Piazzolla
geboren in 1921

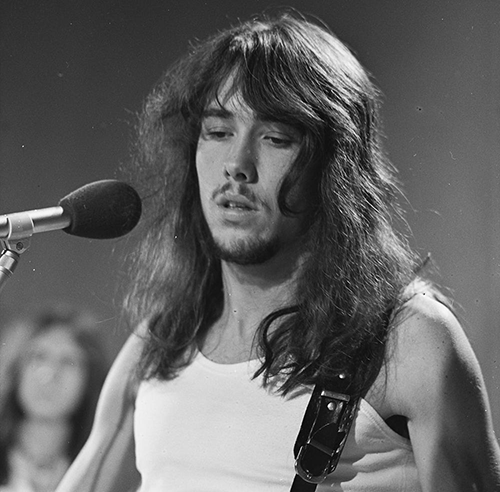
George Kooymans
geboren in 1948

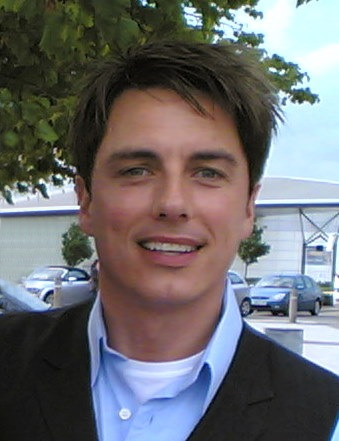
John Barrowman
geboren in 1967

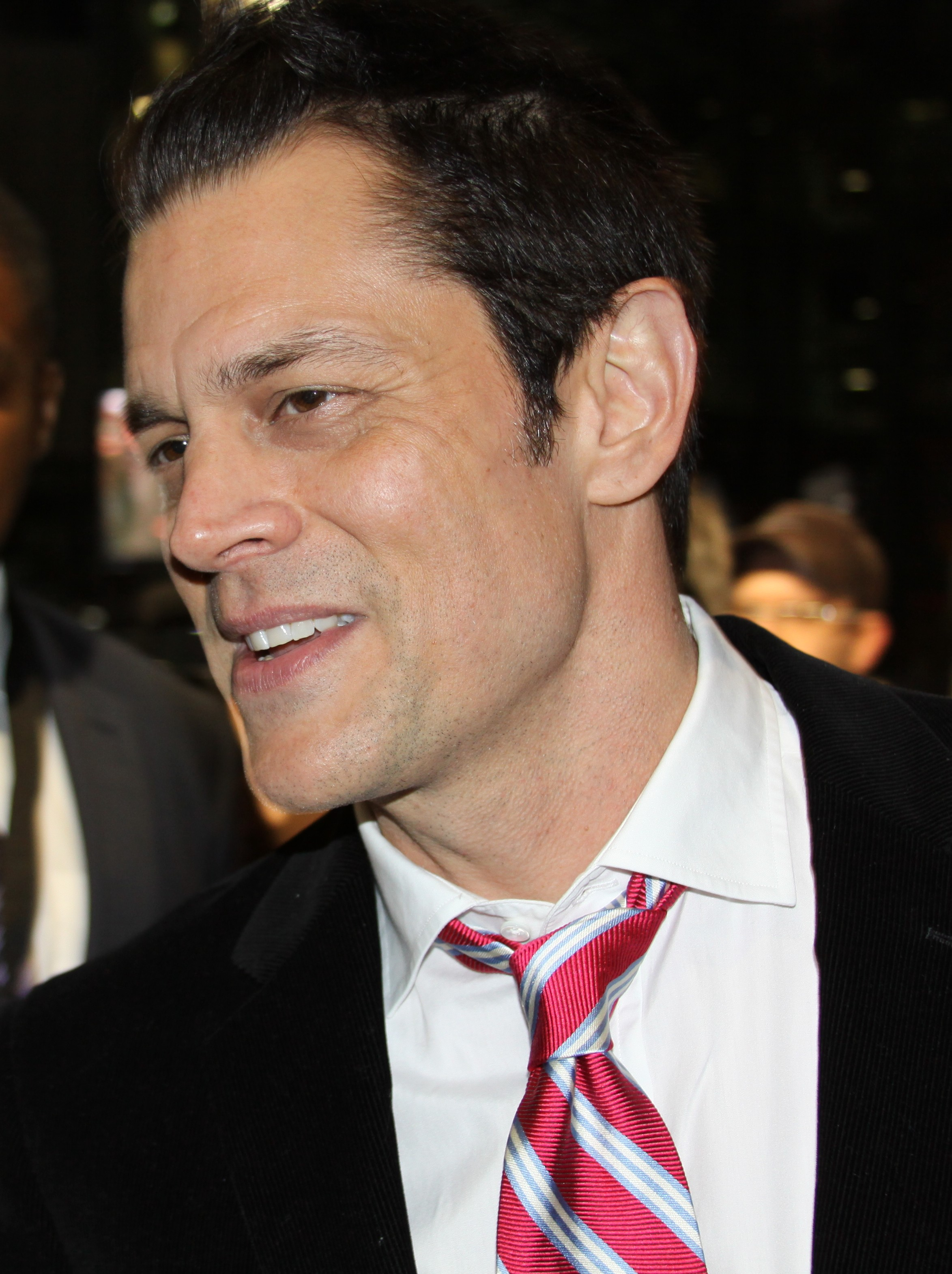
Johnny Knoxville
geboren in 1971

- 1770 - William Huskisson, Brits politicus (overleden 1830)
- 1812 - El Lavi, Spaans torero (overleden 1858)
- 1818 - Marius Petipa, Frans balletdanser en choreograaf (overleden 1910)
- 1828 - Leendert Burgersdijk, Nederlands bioloog en Shakespearevertaler (overleden 1900)
- 1838 - Hendrik Dyserinck, Nederlands marineofficier en politicus (overleden 1906)
- 1847 - Sidney Sonnino, Italiaans staatsman (overleden 1922)
- 1854 - Vasil Radoslavov, Bulgaars politicus (overleden 1929)
- 1867 - Antonio Álvarez Alonso, Spaans componist, dirigent en pianist (overleden 1903)
- 1877 - Oskar Ursinus, Duits zweefvliegpionier (overleden 1952)
- 1884 - Jan Lemaire sr., Nederlands acteur (overleden 1982)
- 1890 - Vannevar Bush, Amerikaans wetenschapper (overleden 1974)
- 1891 - Michael Polanyi, Hongaars-Brits wetenschapper (overleden 1976)
- 1892 - Harry Mommers, Nederlands voetballer (overleden 1963)
- 1894 - René Bauwens, Belgisch waterpoloër (overleden 1959)
- 1894 - Otto Grotewohl, Oost-Duits politicus (overleden 1964)
- 1895 - Jacob Jongbloed, Nederlands fysioloog (overleden 1974)
- 1897 - Henry Cowell, Amerikaans componist (overleden 1965)
- 1897 - Cor Zegger, Nederlands zwemmer (overleden 1961)
- 1898 - Dorothy Gish, Amerikaans actrice (overleden 1968)
- 1899 - John Campbell Ross, laatste Australisch Eerste Wereldoorlogsveteraan en oudste Australiër (overleden 2009)
- 1899 - Frederik IX van Denemarken, Deens koning (overleden 1972)
- 1907 - Félicien Vervaecke, Belgisch wielrenner (overleden 1986)
- 1911 - Ida Simons, Nederlands schrijfster en pianiste (overleden 1960)
- 1913 - John Jacob Weinzweig, Canadees componist, muziekpedagoog en dirigent (overleden 2006)
- 1915 - Wil den Hollander, Nederlands schrijfster (overleden 2000)
- 1915 - Joseph Carl Robnett Licklider, Amerikaans psycholoog (overleden 1990)
- 1916 - Harold Wilson, Brits premier (overleden 1995)
- 1917 - James Megellas, Amerikaans militair (overleden 2020)
- 1920 - Nico Bloembergen, Nederlands-Amerikaans natuurkundige en Nobelprijswinnaar (overleden 2017)
- 1920 - Benjamin Ferencz, Transylvaans-Amerikaans internationaal jurist (overleden 2023)
- 1921 - Astor Piazzolla, Argentijns componist (overleden 1992)
- 1923 - Agatha Barbara, Maltees politica (overleden 2002)
- 1923 - Ad den Besten, Nederlands dichter, vertaler en essayist (overleden 2015)
- 1924 - Jaap Maarleveld, Nederlands acteur (overleden 2021)
- 1924 - Jozef Tomko, Slowaaks kardinaal (overleden 2022)
- 1926 - Gaston Berghmans, Belgisch komiek en acteur (overleden 2016)
- 1926 - Piet Pijn, Nederlands kunstschilder (overleden 2002)
- 1926 - Peer Schmidt, Duits acteur (overleden 2010)
- 1927 - Joachim Fuchsberger, Duits acteur en presentator (overleden 2014)
- 1927 - Dempsey Wilson, Amerikaans autocoureur (overleden 1971)
- 1928 - Fons Sprangers, Belgisch politicus (overleden 2013)
- 1929 - Albert Azarjan, Sovjet-Armeens turner (overleden 2023)
- 1929 - Alfred Tonello, Frans wielrenner (overleden 1996)
- 1929 - Józef Zapędzki, Pools schutter (overleden 2022)
- 1930 - Tony Church, Brits Shakespeare-vertolker en acteur (overleden 2008)
- 1931 - Andries Hoogerwerf, Nederlands politicoloog en bestuurskundige (overleden 2024)
- 1931 - Rupert Murdoch, Australisch-Amerikaans media-magnaat
- 1932 - Leroy Jenkins, Amerikaans jazzviolist en -componist (overleden 2007)
- 1932 - Nigel Lawson, Brits politicus en journalist (overleden 2023)
- 1933 - Walter Brueggemann, Amerikaans theoloog (overleden 2025)
- 1933 - Alfonso Buonocore, Italiaans waterpolospeler en zwemmer (overleden 2023)
- 1933 - Sandra Milo, Italiaans actrice (overleden 2024)
- 1933 - Peter Pit, Nederlands goochelaar (overleden 1999)
- 1934 - Dilys Laye, Engels actrice (overleden 2009)
- 1934 - Jean Leering, Nederlands museumdirecteur (overleden 2005)
- 1935 - Eulogio Martínez, Spaans-Paraguayaans voetballer (overleden 1984)
- 1936 - Omar Oreste Corbatta, Argentijns voetballer (overleden 1991)
- 1936 - Harald zur Hausen, Duits arts en viroloog; Nobelprijswinnaar in 2008 (overleden 2023)
- 1936 - Antonin Scalia, Amerikaans jurist, rechter van het Hooggerechtshof van de Verenigde Staten (overleden 2016)
- 1937 - Gennadi Goesarov, Russisch voetballer en trainer (overleden 2014)
- 1937 - Lorne Loomer, Canadees roeier (overleden 2017)
- 1937 - Aleksandra Zabelina, Russisch schermster (overleden 2022)
- 1938 - Heddie Suls, Belgisch actrice
- 1939 - Flaco Jiménez, Amerikaans accordeonist (overleden 2025)
- 1939 - Orlando Quevedo, Filipijns rooms-katholiek kardinaal en aartsbisschop
- 1940 - Anthon Beeke, Nederlands grafisch ontwerper (overleden 2018)
- 1940 - Jacques Pennewaert, Belgisch atleet (overleden 2016)
- 1945 - Marcel Hertogs, Belgisch atleet
- 1947 - Eddo Rosenthal, Nederlands journalist
- 1947 - Peter Schoonhoven, Nederlands zanger, songwriter en muziekuitgever
- 1948 - George Kooymans, Nederlands gitarist en zanger (overleden 2025)
- 1948 - Jan Schelhaas, Brits toetsenist
- 1949 - Richard de Bois, Nederlands componist en liedjesschrijver (overleden 2008)
- 1949 - Emile Ratelband, Nederlands entertainer
- 1950 - Bobby McFerrin, Amerikaans zanger
- 1950 - Salvador Imperatore, Chileens voetbalscheidsrechter
- 1950 - Ruud Smit, Nederlands atleet
- 1951 - Katie Kissoon (Katherine Farthing), Brits zangeres
- 1952 - Douglas Adams, Brits schrijver (overleden 2001)
- 1953 - Derek Daly, Iers autocoureur
- 1954 - Esfandiar Baharmast, Amerikaans voetbalscheidsrechter
- 1955 - Corinne Allal, Israëlische rockzangeres, componiste, muziekproducente, gitariste en tekstdichter (overleden 2024)
- 1955 - Henk van Gerven, Nederlands politicus
- 1955 - Nina Hagen, Duits punk-zangeres
- 1957 - Jelena Achmilovskaja, Amerikaans-Russisch schaakster
- 1957 - Hanco Kolk, Nederlands striptekenaar
- 1959 - Nina Hartley, Amerikaans pornoactrice
- 1961 - Franklin Brown, Nederlands zanger
- 1962 - Karin Harmsen, Nederlands paralympisch sportster
- 1963 - Raoul Heertje, Nederlands tekstschrijver en stand-upcomedian
- 1963 - Alex Kingston, Brits actrice
- 1963 - Katja Staartjes, Nederlands bergbeklimster en atlete
- 1964 - Joel Benjamin, Amerikaans schaker
- 1964 - Christian Henn, Duits wielrenner en ploegleider
- 1964 - Ronny Ligneel, Belgisch atleet
- 1964 - Michiel de Ruiter, Nederlands freestyleskiër
- 1965 - Nigel Adkins, Engels voetballer en voetbaltrainer
- 1966 - Stéphane Demol, Belgisch voetballer (overleden 2023)
- 1966 - Beatriz Ferrer-Salat, Spaans amazone
- 1967 - Sergej Baoetin, Russisch ijshockeyer (overleden 2022)
- 1967 - John Barrowman, Schots-Amerikaans (musical)acteur, danser, zanger en televisiepresentator
- 1968 - Pascal F.E.O.S. (Pascalis Dardoufas), Duits dj/producer (overleden in 2020)
- 1968 - Johan van Slooten, Nederlands muziekjournalist en radiopresentator
- 1969 - Dirk Zeelenberg, Nederlands acteur
- 1971 - Andy Jenkins, Engels darter
- 1971 - Johnny Knoxville, Amerikaans acteur
- 1972 - Tarik Filipović, Kroatisch acteur
- 1973 - Thomas Christiansen, Spaans-Deens voetballer
- 1974 - Marian Donner, Nederlands schrijfster en columniste
- 1975 - João Barbosa, Portugees autocoureur
- 1975 - Marlous Löffelman, Nederlands sidekick, communicatie-adviseur, webredacteur en tekstschrijver
- 1976 - Enrico Degano, Italiaans wielrenner
- 1976 - Annette Roozen, Nederlands paralympisch atlete
- 1978 - Scott Calderwood, Brits voetballer en voetbaltrainer
- 1978 - Didier Drogba, Ivoriaans voetballer
- 1978 - Albert Luque, Spaans voetballer
- 1978 - Pim Muda, Nederlands acteur en cabaretier
- 1978 - Jan Verstraeten, Belgisch veldrijder
- 1979 - Benji Madden, Amerikaans gitarist en achtergrondzanger
- 1979 - Joel Madden, Amerikaans zanger
- 1980 - Blaža Klemenčič, Sloveens mountainbikester
- 1980 - Paul Scharner, Oostenrijks voetballer
- 1981 - Giampiero Pinzi, Italiaans voetballer
- 1982 - Thora Birch, Amerikaans actrice
- 1982 - Lindsey McKeon, Amerikaans actrice
- 1982 - Zlatko Petrov, Bulgaars voetballer
- 1983 - Leodán González, Uruguayaans voetbalscheidsrechter
- 1984 - Alex Gregory, Brits roeier
- 1984 - Tom James, Brits roeier
- 1985 - Arooj Aftab, Pakistaans zangeres
- 1985 - David Deroo, Frans wielrenner
- 1985 - Sheridan Morais, Zuid-Afrikaans motorcoureur
- 1985 - Kai Reus, Nederlands wielrenner
- 1986 - Dario Cologna, Zwitsers langlaufer
- 1986 - Amanda Weir, Amerikaans zwemster
- 1987 - Roel Braas, Nederlands roeier
- 1987 - Andreas Kuffner, Duits roeier
- 1987 - Ngonidzashe Makusha, Zimbabwaans atleet
- 1987 - Erasmo de la Parra, Nederlands filmregisseur en muziekproducent
- 1987 - Kirsten Verbist, Belgisch kunstrijdster
- 1988 - Fábio Coentrão, Portugees voetballer
- 1988 - Cecil Lolo, Zuid-Afrikaans voetballer (overleden 2015)
- 1989 - Mate Maleš, Kroatisch voetballer
- 1989 - Curtis Mitchell, Amerikaans atleet
- 1989 - Georgia Simmerling, Canadees alpineskiester
- 1989 - Jan Van Den Broeck, Belgisch atleet
- 1989 - Anton Yelchin, Amerikaans acteur (overleden 2016)
- 1990 - Viðar Örn Kjartansson, IJslands voetballer
- 1990 - Ayumi Morita, Japans tennisster
- 1991 - Alessandro Florenzi, Italiaans voetballer
- 1991 - Leroy Labylle, Belgisch voetballer
- 1991 - Sebastian Lander, Deens wielrenner
- 1991 - Kamohelo Mokotjo, Zuid-Afrikaans voetballer
- 1991 - Jack Rodwell, Engels voetballer
- 1992 - Jodie Comer, Brits actrice
- 1992 - Ondřej Petrák, Tsjechisch voetballer
- 1993 - Tessie Savelkouls, Nederlands judoka
- 1993 - Niels van der Pijl, Nederlands wielrenner
- 1993 - Fabienne Erni, Zwitsers zangeres en multi-instrumentaliste
- 1994 - Candace Crawford, Canadees alpineskiester
- 1994 - Carlos Mané, Portugees-Guinee-Bissaus voetballer
- 1994 - Andrew Robertson, Schots voetballer
- 1995 - Marlène van Gansewinkel, Nederlands paralympisch atlete
- 1995 - Mareille Meijering, Nederlands wielrenster
- 1995 - Zeus de la Paz, Curaçaos-Nederlands voetballer
- 1996 - Matthew Ridenton, Nieuw-Zeelands voetballer
- 1997 - Jur Schryvers, Belgisch voetballer
- 1998 - Arnaud Bodart, Belgisch voetballer
- 1998 - Axel Disasi, Frans-Congolees voetballer
- 1998 - Jessie Fleming, Canadees voetbalster
- 1998 - Jesse Schuurman, Nederlands voetballer
- 1998 - Deyovaisio Zeefuik, Nederlands-Surinaams voetballer
- 1999 - Jasmijn Lau, Nederlands atlete
- 1999 - Ibrahima Niane, Senegalees-Frans voetballer
- 1999 - Stiven Plaza, Ecuadoraans voetballer
- 2001 - Amin Sarr, Zweeds-Senegalees voetballer
- 2002 - Naoufal Bannis, Marokkaans-Nederlands voetballer
- 2005 - Guillaume Restes, Frans-Ivoriaans voetballer
- Jaar onbekend - Leslie Fish, Amerikaanse zangeres en schrijfster
- 2007 - Sophie Proost, Nederlands voetbalster

## Overleden

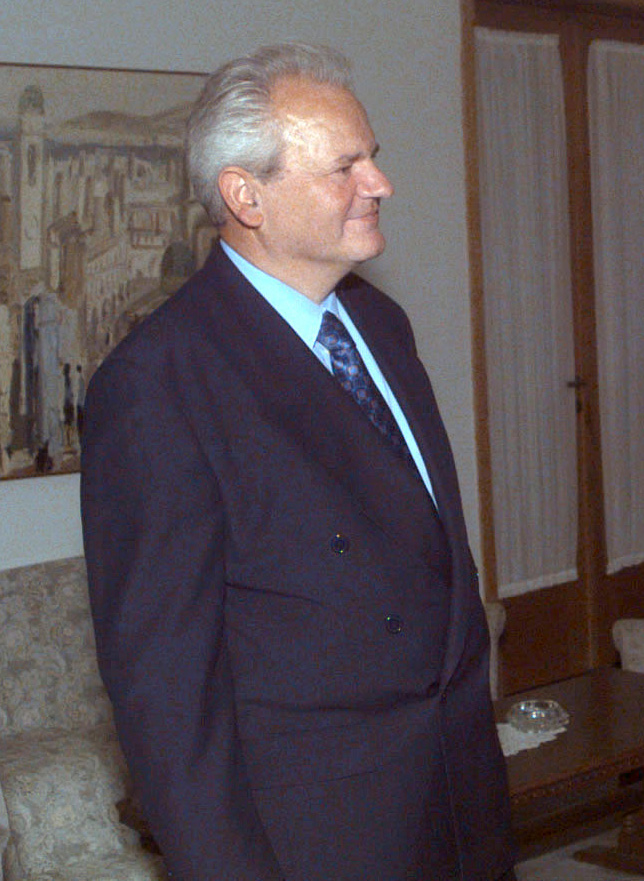
Slobodan Milošević
overleden in 2006

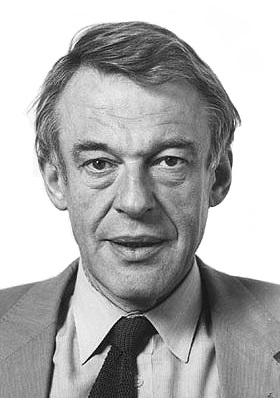
Hans van Mierlo
overleden in 2010

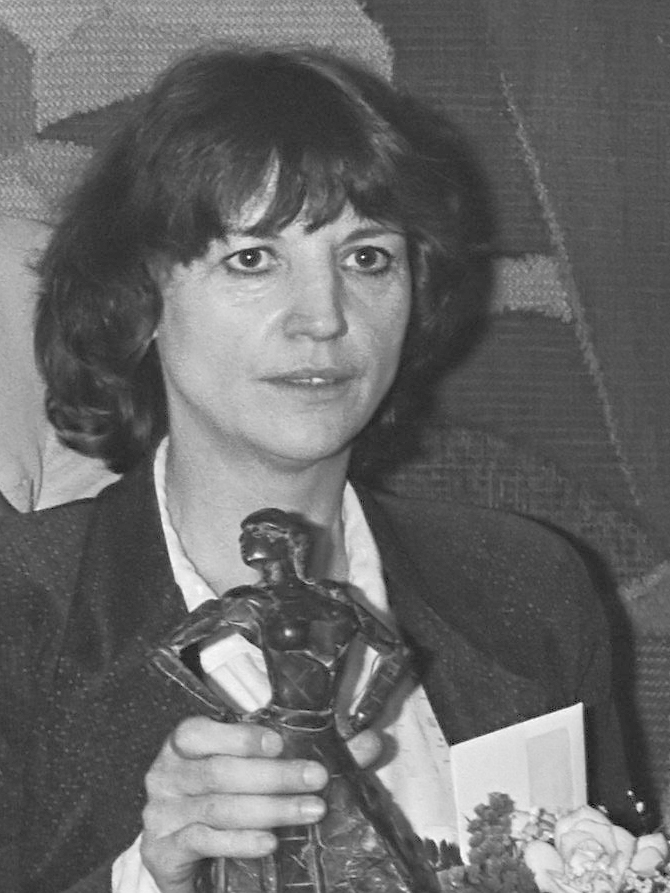
Kitty Courbois
overleden in 2017

- 1425 v.Chr. - Thoetmosis III (54), farao van Egypte
- 222 - Elagabalus (18), keizer van Rome
- 638 - Sophronius van Jeruzalem (78), patriarch van Jeruzalem
- 1602 - Emilio de'Cavalieri (c. 52), Italiaans componist, diplomaat, organist, choreograaf en danser
- 1722 - John Toland (51), Iers-Britse filosoof en theoloog.
- 1768 - Giovanni Battista Vaccarini (66), Italiaans architect
- 1786 - Jacobus Bellamy (28), Nederlands dichter
- 1830 - Silvio Gesell (67), Duits handelaar, financieel theoreticus en sociaal hervormer
- 1870 - Moshoeshoe I (84), stamhoofd van de Basotho en stichter van Basutoland, het tegenwoordige Lesotho.
- 1897 - Berthold Tours (58), Nederlands violist en componist
- 1901 - Hendrik Jan Heuvelink jr. (68), Nederlands architect
- 1931 - Leo Lauer (47), Nederlands sportjournalist
- 1940 - Edgardo Mortara (88), Italiaans-joodse jongen
- 1944 - Hendrik Willem van Loon (62), Nederlands historicus en journalist
- 1950 - Heinrich Mann (78), Duits schrijver
- 1951 - Philip Van Isacker (66), Belgisch politicus
- 1954 - Emmeline Pethick-Lawrence (86), Brits vrouwenrechtenactiviste
- 1955 - Sir Alexander Fleming (73), Brits wetenschapper
- 1957 - Richard E. Byrd (68), Amerikaans poolreiziger
- 1970 - Kurt Feldt (72), Duits generaal
- 1971 - Philo Farnsworth (64), Amerikaans uitvinder en televisiepionier
- 1977 - Alberto Rodríguez Larreta (43), Argentijns autocoureur
- 1978 - Claude François (39), Frans zanger en componist
- 1982 - Edmund Cooper (55), Engels schrijver en dichter
- 1986 - Sonny Terry (74), Amerikaans bluesmuzikant
- 1988 - Christianna Brand (80), Brits schrijfster
- 1988 - Harry Brauner (80), Roemeens etnomusicoloog en hoogleraar
- 1988 - Karel van Seben (94), Nederlands kunstenaar
- 1992 - Norm Hall (65), Amerikaans autocoureur
- 1995 - Dick Frazier (76), Amerikaans autocoureur
- 1996 - Thorleif Olsen (74), Noors voetballer
- 1998 - Jean Shiley (86), Amerikaans atlete
- 1998 - Koos Verdam (83), Nederlands rechtsgeleerde en politicus
- 1999 - Frans Boermans (81), Nederlands liedjesschrijver
- 2000 - Kazimierz Brandys (83), Pools schrijver
- 2001 - Servaas Schoone (50), Nederlands kunstenaar
- 2002 - Marion Dönhoff (92), Duits journalist
- 2002 - Albert Ritserveldt (86), Belgisch wielrenner
- 2002 - James Tobin (84), Amerikaans econoom
- 2003 - Jacques Yerna (79), Belgisch syndicalist, journalist en politicus
- 2006 - Slobodan Milošević (64), Joegoslavisch oorlogsmisdadiger
- 2007 - Betty Hutton (86), Amerikaans actrice en zangeres
- 2008 - Bob van Hellenberg Hubar (57), Nederlands filmproducent en advocaat
- 2009 - Péter Bacsó (81), Hongaars filmregisseur
- 2009 - Firmin Bral (79), Belgisch wielrenner
- 2009 - Lars Erstrand (72), Zweeds vibrafonist
- 2009 - Eva Früh Langraf (90), Oostenrijks actrice
- 2009 - Ana María Navales (69), Spaans schrijfster
- 2009 - Jenny Tanghe (82), Belgisch actrice
- 2009 - Laura Toscano (64), Italiaans (scenario)schrijfster
- 2010 - Hans van Mierlo (78), Nederlands politicus (D'66)
- 2015 - Walter Burkert (84), Duits hoogleraar, schrijver en classicus
- 2015 - Aart Lamberts (67), Nederlands beeldhouwer
- 2016 - Iolanda Balaș (79), Roemeens hoogspringkampioene
- 2016 - Billy Ritchie (79), Schots voetbaldoelman
- 2017 - Kitty Courbois (79), Nederlands actrice
- 2017 - Ton van Kluyve (81), Nederlands zanger
- 2017 - Ángel Parra (73), Chileens zanger
- 2018 - Karl Lehmann (81), Duits kardinaal
- 2018 - Siegfried Rauch (85), Duits acteur
- 2018 - Lies Uijterwaal-Cox (97), Nederlands politica
- 2018 - Hans Winter (90), Nederlands voetballer
- 2020 - Peter van den Baar (79), Nederlands burgemeester en bestuurder
- 2020 - Gerard du Prie (82), Nederlands powerlifter
- 2020 - Nora Steyaert (87), Belgisch televisiepresentatrice en omroepster
- 2020 - Charles Wuorinen (81), Amerikaans componist, dirigent en componist
- 2021 - Ray Campi (86), Amerikaans rockabilly-zanger en contrabassist
- 2021 - Petar Fajfrić (79), Servisch handballer
- 2021 - Isidore Mankofsky (89), Amerikaans cinematograaf
- 2022 - Rupiah Banda (85), president van Zambia
- 2022 - Frank De Coninck (77), Belgisch diplomaat en hofdignitaris
- 2022 - Hugo Draulans (88), Belgisch politicus
- 2022 - Timmy Thomas (77), Amerikaans soulzanger en toetsenist
- 2022 - Martha Vonk-van Kalker (78), Nederlands politica
- 2023 - Cees Douma (89), Nederlands architect
- 2023 - Keith Johnstone (90), Brits acteur, toneelregisseur en theaterdocent
- 2024 - Charlie Bird (74), Iers journalist en presentator
- 2024 - Paul Denis (81), Haïtiaans politicus
- 2024 - Marina van der Es-Siewers (111), Nederlands (vermeend) oudste inwoner
- 2024 - Nico Gerzee (89), Nederlands burgemeester en gedeputeerde
- 2025 - Cocoa Tea (Calvin George Scott) (65), Jamaicaans muzikant

## Viering/herdenking
- Verenigde Staten - Johnny Appleseed Dag
- Litouwen - Dag van de (Vernieuwde) Onafhankelijkheid
- Lesotho - Moshoeshoe Dag
- Zambia - Dag van de Jeugd
- Rooms-katholieke kalender:
  - Heilige Rosina (van Wenglingen) († c. 400)
  - Heilige Sophronius van Jeruzalem († 638)
  - Heilige Vindiciaan (van Kamerijk) († 712)
  - Heilige Alberta (van Agen) († 286)
  - Heilige Eulogius van Cordoba († 859)
  - Zalige Johannes Righi († 1539)
  - Zalige Auria (van San Millán) († 1069)
- Oosters-orthodoxe kalender:
  - Heilige Ioannes Moschos († 619)

## Weerextremen

### Nederland
| | Officiële records | Officiële records | Officiële records |      | Landelijke records  | Landelijke records | Landelijke records                                            |
| Gebeurtenis | Jaar              | Extreem           | Locatie           | Jaar | Extreem             | Locatie            |                                                               |
| --- | ----------------- | ----------------- | ----------------- | ---- | ------------------- | ------------------ | ------------------------------------------------------------- |
| Laagste etmaalgemiddelde temperatuur (°C) | 1928              | −3,8              | De Bilt           |      | 1958                | −4,9               | Leeuwarden                                                    |
| Hoogste etmaalgemiddelde temperatuur (°C) | 1981              | 12,0              | De Bilt           |      | 1981                | 14,7               | Maastricht                                                    |
| Laagste minimumtemperatuur (°C) | 1958, 1964        | −6,6              | De Bilt           |      | 1958                | −12,6              | Rotterdam                                                     |
| Hoogste minimumtemperatuur (°C) | 1919              | 10,2              | De Bilt           |      | 1981                | 11,8               | Maastricht                                                    |
| Laagste maximumtemperatuur (°C) | 1928              | −2,6              | De Bilt           |      | 1928                | −2,6               | De Bilt                                                       |
| Hoogste maximumtemperatuur (°C) | 1957, 2002        | 15,1              | De Bilt           |      | 1957                | 17,5               | Maastricht                                                    |
| Hoogste uurgemiddelde windsnelheid (m/s) | 1905-1906         | 16,5              | De Bilt           |      | 2021                | 24,0               | Houtribdijk                                                   |
| Hoogste windstoot (m/s) | 2021              | 28,0              | De Bilt           |      | 2021                | 34,0               | Houtribdijk                                                   |
| Langste zonneschijnduur (uur) | 2023              | 10,2              | De Bilt           |      | 1999 2012 2014 2015 | 10,7               | Cabauw Gilze-Rijen, Wilhelminadorp Hoorn Terschelling De Kooy |
| Langste neerslagduur (uur) | 1962              | 18,7              | De Bilt           |      | 1981                | 23,9               | Leeuwarden                                                    |
| Hoogste etmaalsom van de neerslag (mm) | 1981              | 26,3              | De Bilt           |      | 1981                | 37,3               | De Kooy                                                       |
| Laagste etmaalgemiddelde relatieve vochtigheid (%) | 2022              | 45                | De Bilt           |      | 2022                | 40                 | Arcen, Maastricht                                             |
| Laagste uurwaarde luchtdruk op zeeniveau (hPa) | 2008              | 977,4             | De Bilt           |      | 2008                | 973,0              | Vlieland                                                      |
| Hoogste uurwaarde luchtdruk op zeeniveau (hPa) | 1948              | 1038,2            | De Bilt           |      | 1985                | 1038,6             | De Kooy                                                       |
| Officiële records worden altijd gemeten op het KNMI-weerstation in De Bilt. Landelijke records kunnen worden gemeten op elk officieel KNMI-weerstation in Nederland. |                   |                   |                   |      |                     |                    |                                                               |

Uitzonderlijke gebeurtenissen
- 1917 - Eerste landelijke zachte dag van het jaar gemeten in Maastricht (maximumtemperatuur ≥ 15 °C op een officieel weerstation)
- 1957 - Eerste officiële zachte dag van het jaar (maximumtemperatuur ≥ 15 °C in De Bilt)
- 1995 - Eerste landelijke zachte dag van het jaar gemeten in Maastricht en Westdorpe (maximumtemperatuur ≥ 15 °C op een officieel weerstation)
- 2023 - Landelijk laagste etmaalgemiddelde temperatuur in °C van maart dit jaar gemeten in Eelde: −0,3
- 2024 - Officieel laagste maximumtemperatuur in °C van maart dit jaar gemeten in De Bilt: 8,2 (voorlopig)
- 2024 - Officieel langste neerslagduur in uren van maart dit jaar gemeten in De Bilt: 12,1 (voorlopig)
- 2024 - Landelijk langste neerslagduur in uren van maart dit jaar gemeten in Arcen: 22,7 (voorlopig)
- 2024 - Landelijk hoogste etmaalsom van de neerslag in mm van maart dit jaar gemeten in Ell: 29,9 (voorlopig)

### België
Dagrecords
- 1847 - Laagste etmaalgemiddelde temperatuur −6,4 °C
- 1981 - Hoogste etmaalgemiddelde temperatuur 14,1 °C
- 1847 - Laagste minimumtemperatuur −10,8 °C. Dit is de laagste minimumtemperatuur ooit in de maand maart.
- 1957 - Hoogste maximumtemperatuur 18,8 °C
- 1884 - Hoogste etmaalsom van de neerslag 19,9 mm

Uitzonderlijke gebeurtenissen
- 1901 - Neerslag met woestijnstof.
- 1970 - 50 cm sneeuw in Botrange (Waimes).

<< · 1 · 2 · 3 · 4 · 5 · 6 · 7 · 8 · 9 · 10 · 11 · 12 · 13 · 14 · 15 · 16 · 17 · 18 · 19 · 20 · 21 · 22 · 23 · 24 · 25 · 26 · 27 · 28 · 29 · 30 · 31 · >>